# Férmion composto
Um férmion composto é o estado ligado de um elétron e um número par de vórtices quantizados, às vezes visualmente visualizados como o estado ligado de um elétron e, anexado, um número par de quantidades de fluxo magnético. Os férmions compostos foram originalmente previstos no contexto do efeito Hall quântico fracionário, mas subseqüentemente ganharam vida própria, exibindo muitas outras conseqüências e fenômenos.  Alguns cientistas argumentam que quando a simetria do buraco de partícula é exata, o férmion composto é um férmion de Dirac sem massa, caracterizado por uma fase Berry de {\displaystyle \pi } ao redor do círculo de Fermi.